# Chlorid rtuťnatý
Chlorid rtuťnatý, triviální název sublimát, je bezbarvá krystalická nebo práškovitá látka, sloučenina chloru a rtuti, ve které je oxidační číslo rtuti II. Připravuje se zahříváním síranu rtuťnatého s chloridem sodným, přičemž vzniklý chlorid rtuťnatý z reakční směsi sublimuje:
HgSO4 + 2 NaCl → HgCl2 + Na2SO4
Průmyslově se vyrábí většinou přímou reakcí plynného chloru s kovovou rtutí za zvýšené teploty:
Hg + Cl2 → HgCl2,
nebo působením chloru na chlorid rtuťný:
Hg2Cl2 + Cl2 → 2 HgCl2.
Ve vodném roztoku tvoří s chloridy komplexní soli, např. tetrachlorortuťnatan sodný
HgCl2 + 2 NaCl → Na2[HgCl4].
Chlorid rtuťnatý snadno těká. Jak v parách, tak v krystalické mřížce nacházíme tříatomové molekuly, ve kterých jsou na jeden atom rtuti vázány kovalentními vazbami dva atomy chloru. Proto ve vodném roztoku se jen velice málo disociuje.
Chlorid rtuťnatý je rozpustný ve vodě, zejména horké, ale ještě lépe je rozpustný v organických rozpouštědlech: v methanolu, ethanolu, glycerolu, diethyletheru, benzenu aj.
Je to velmi prudký jed, který zasahuje především játra a ledviny. Může se vstřebávat i kůží. Minimální smrtelná dávka LDLo je u člověka přibližně 20 mg/kg. Byla prokázána i jeho teratogenita. Je nebezpečný i pro životní prostředí, především vodní, kde velmi dlouho přetrvává a velice obtížně se likviduje. Podobně jako jiné sloučeniny rtuti se hromadí v zasažených organismech a vstupuje tak do potravního řetězce, čímž se může dostávat až do lidské potravy a způsobovat chronické otravy.

## Použití
Dříve se používal jako desinfekční prostředek v případech, kdy nešlo o přímý kontakt s člověkem nebo zvířaty, dnes vzhledem k značnému riziku pro člověka i životní prostředí se jeho použití omezuje. V lékařství se používá jeho složka fixačních činidel v histologii (např. Zenkerovo činidlo). Používal se také jako impregnační činidlo dřeva proti hnilobě (např. u železničních pražců). Byl podezříván jako jed použitý při domnělé vraždě astronoma Tycho Brahe 24. října 1601 v Praze; vědecké zkoumání to ale nepotvrdilo.